# Chromosom 16 (Mensch)

Idiogramm des menschlichen Chromosoms 16

Chromosom 16 ist eines von 23 Chromosomen-Paaren des Menschen. Ein normaler Mensch hat in den meisten seiner Zellen zwei weitgehend identische Kopien dieses Chromosoms.

## Entschlüsselung des Chromosoms 16
Das Chromosom 16 besteht aus 88,8 Millionen Basenpaaren. Ein Basenpaar ist die kleinste Informationseinheit der DNA. Das Chromosom 16 enthält etwa 3 % der gesamten DNA einer menschlichen Zelle. Die Identifizierung der Gene auf diesem Chromosom ist der Teil eines laufenden Prozesses zur Entschlüsselung des menschlichen Erbgutes. Auf dem Chromosom 16 befinden sich zwischen 850 und 1200 Gene. Bisher sind 902 davon bekannt.

## Bekannte Gene auf dem Chromosom 16
Das Chromosom 16 enthält unter anderem folgende Gene:
- ACSF3: Acyl-CoA-Synthetase-Familienmitglied 3
- CADH1: Cadherin
- CX3C: Chemokin
- MC1R: Melanocortinrezeptor 1
- PKD1: Polycystic Kidney Disease 1
- UMOD: Uromodulin
- NFAT5: Tonicity-Responsive Enhancer Binding Protein
- TPSxx: alle Tryptasen

## Medizinische Bedeutung

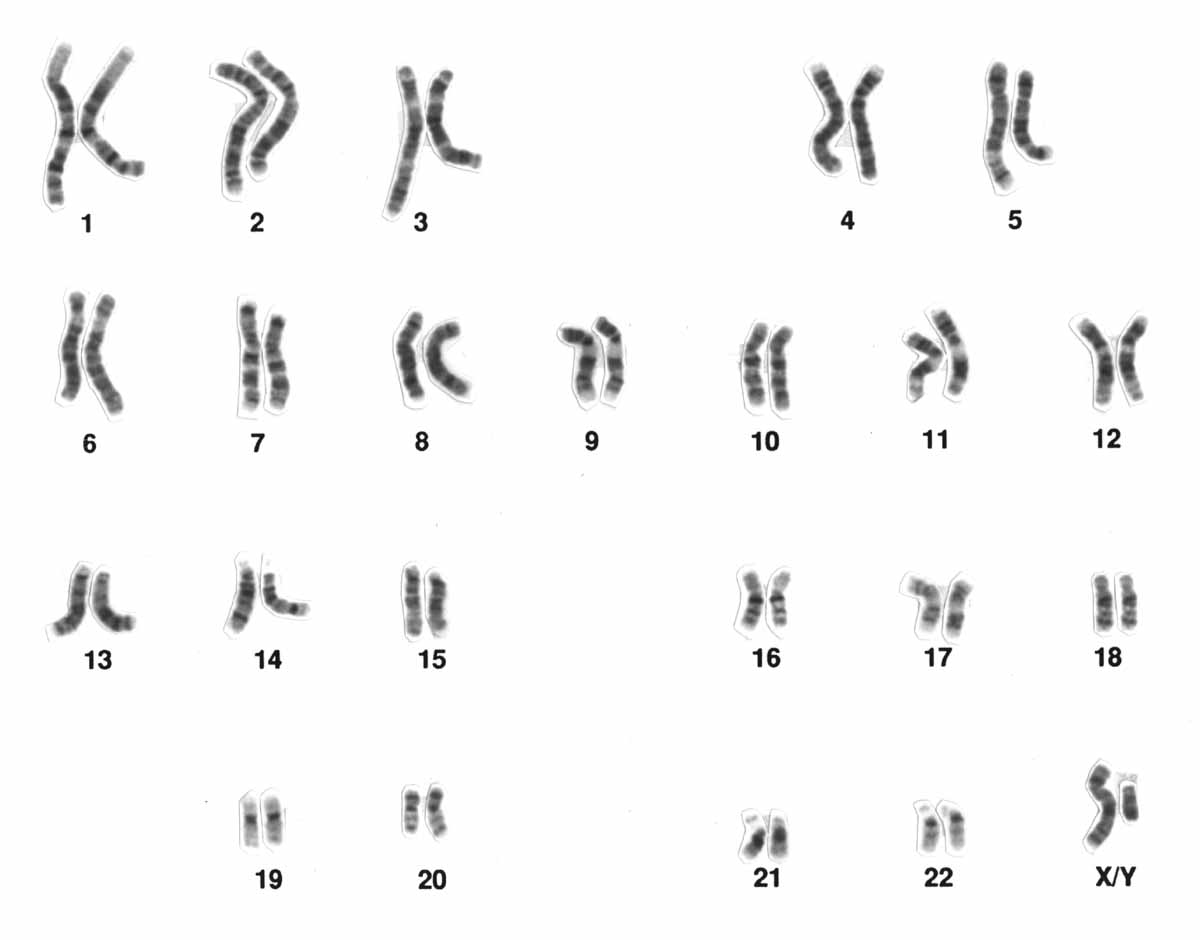
Die 46 Chromosomen des Menschen

Mit den auf dem Chromosom 16 befindlichen Genen werden folgende genetisch bedingte Krankheiten oder Symptome in Verbindung gebracht. Dies sind unter anderem:
- ATR-16-Syndrom
- Autosomal-dominante polyzystische Nierenerkrankung (ADPKD)
- Familiäres Mittelmeerfieber
- Fanconi-Anämie
- Gitelman-Syndrom
- Kombinierte Malon- und Methylmalonazidurie (CMAMMA)
- Medullär-zystische Nierenerkrankung Typ 2
- Morbus Morquio
- Neuroakanthozytose (Typ Huntington's Disease-like 2)
- Pseudoxanthoma elasticum
- Rubinstein-Taybi-Syndrom
- Townes-Brocks-Syndrom
- Trisomie 16
- Tuberöse Sklerose

## Rote Haarfarbe

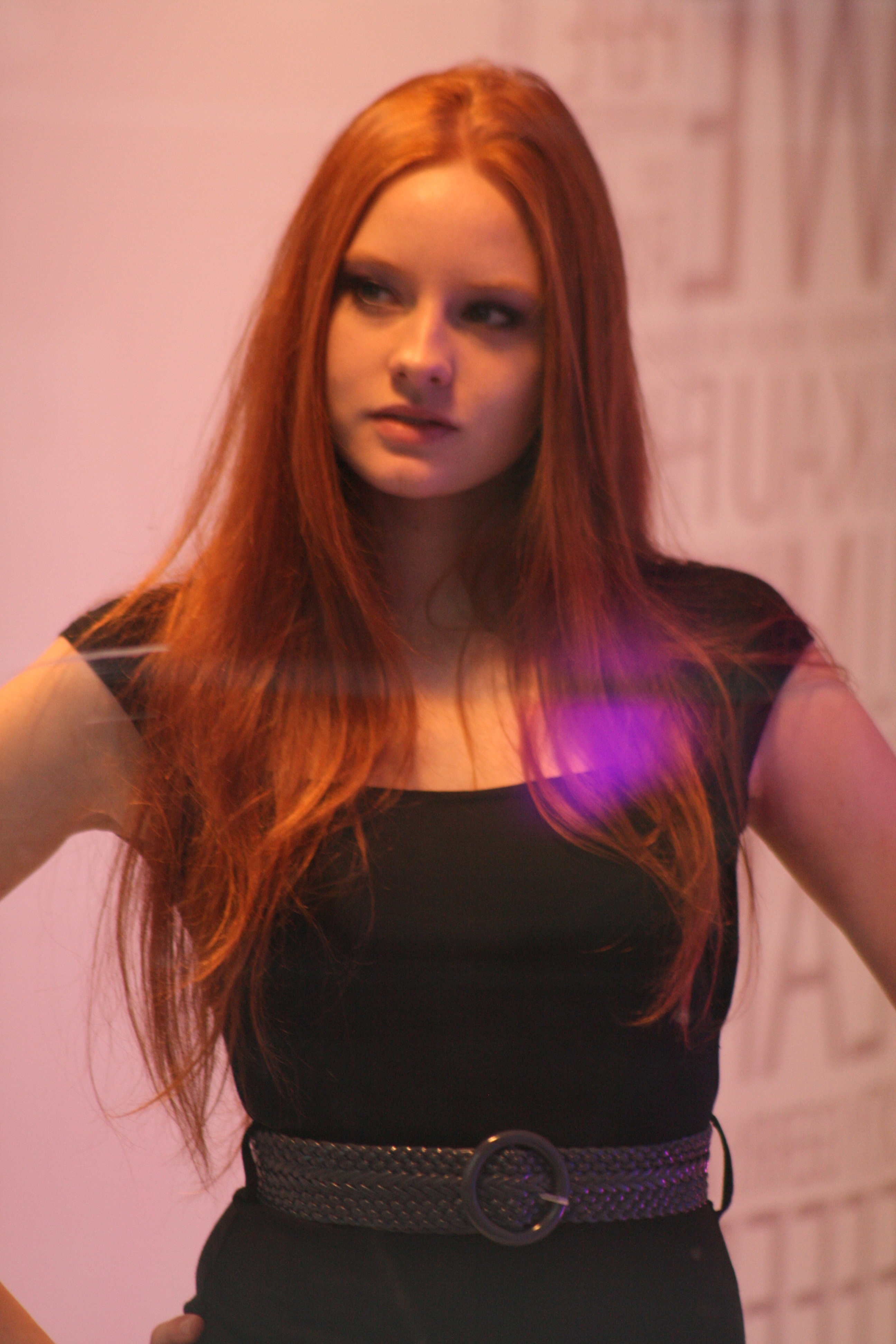
Rote Haare, hier die von Barbara Meier, sind die Folge einer Mutation auf dem Chromosom 16

Etwa zwei Prozent der Bevölkerung haben ihre – von Natur aus – roten Haare einer Mutation auf dem Chromosom 16 zu verdanken. Die Mutation beeinflusst den Melanocortinrezeptor 1. Dies ist ein G-Protein-gekoppelter Rezeptor, der in Melanozyten exprimiert ist.